# Lewis Black
Pour les articles homonymes, voir Black.
Lewis Niles Black est un acteur, scénariste et producteur américain, né le 30 août 1948 à Silver Spring, dans le Maryland (États-Unis).

## Biographie
Outre des apparitions au cinéma, il contribue régulièrement en tant que chroniqueur à l'émission télévisée satirique The Daily Show with Jon Stewart dans un segment nommé Back in Black.
Depuis ses débuts sur scène, il est connu pour ses accès de colère surjoués qui caractérisent son style. Cela lui a valu d'être choisi pour incarner la colère comme voix off dans d'autres types d’œuvres. 

## Filmographie

### Comme acteur
- 1986 : Hannah et ses sœurs (Hannah and Her Sisters) de Woody Allen : Paul
- 1990 : L'Échelle de Jacob (Jacob's Ladder) d'Adrian Lyne : Jacob's Doctor
- 1991 : La Manière forte (The Hard Way) de John Badham : Banker
- 1993 : Joey Breaker (en) de Steven Starr (en) : Pete Grimm
- 1993 : Chassé-croisé (The Night We Never Met) de Warren Leight : Marty Holder, Ellen's Brother in Law
- 2000 : Sidesplitters: The Burt & Dick Story d'Adam Dubin (en) : Burt
- 2001 : Dependable People de Laura Kightlinger
- 2002 : American Dummy d'Adam Dubin (en) : Club Owner
- 2003 : The Gynecologists d'Adam Dubin (en) : Cookie LaMotte
- 2004 : New York, unité spéciale : B.J. Cameron (saison 6, épisode 3)
- 2005 : The Happy Elf (vidéo) : Norbert (voix)
- 2005 : The Artistocrats de Paul Provenza : lui-même
- 2006 : Man of the Year de Barry Levinson : Eddie Langston
- 2006 : Admis à tout prix : oncle Ben / Dean Kewis
- 2009 : The Big Bang Theory de Chuck Lorre et Bill Prady : Professeur Crawley
- 2010 : Peep World de Barry W. Blaustein (en)
- 2011 : Scooby-Doo : Mystères associés :  Monsieur E
- 2015 : Vice Versa (Inside Out) de Pete Docter : Colère (voix)
- 2024 : Vice-versa 2 (Inside Out 2) de Kelsey Mann : Colère (voix)

### Comme scénariste
- 2004 : Lewis Black: Black on Broadway (TV)
- 2000 : Comedy Central Presents: Lewis Black (TV)
- 2002 : Lewis Black: Taxed Beyond Belief (TV)
- 2002 : Comedy Central Presents: Lewis Black (TV)
- 2004 : Lewis Black: Black on Broadway (TV)
- 2006 : Lewis Black: Red, White and Screwed (TV)
- 2016 : Madoff, l'arnaque du siècle (TV)

### Comme producteur
- 1998 : The Deal
- 2002 : Lewis Black: Taxed Beyond Belief (TV)

### Voix de doublage
- Dans le jeu vidéo Disney Infinity 3.0 : la Colère
- Dans le film d'animation Vice-versa (film, 2015) : la Colère